# Rue Evette
La rue Evette est une voie du 19e arrondissement de Paris, en France.

## Situation et accès
La rue Evette est une voie publique située dans le 19e arrondissement de Paris. Elle débute au 3, rue de Thionville et se termine au 10, quai de la Marne.

## Origine du nom

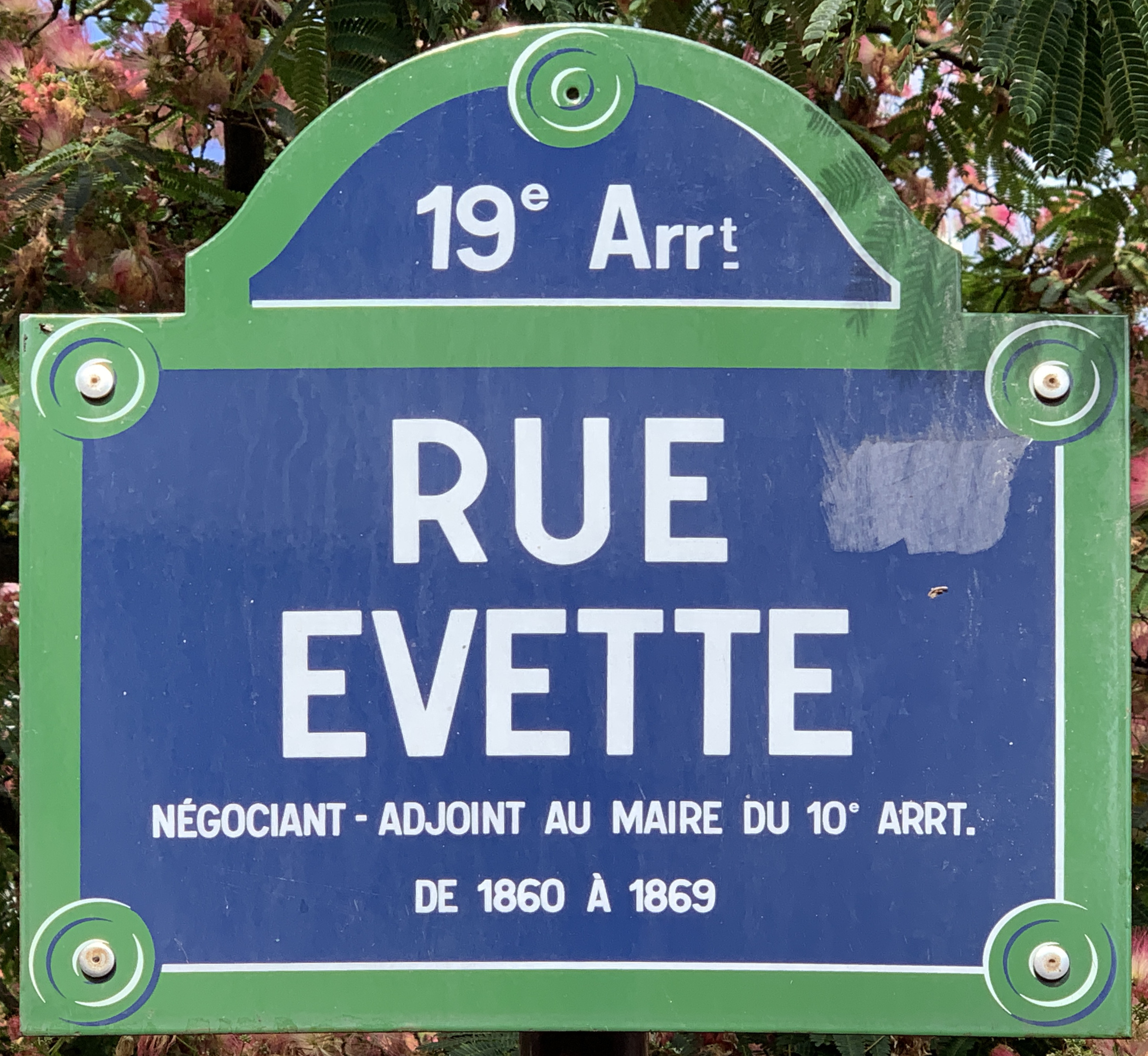
Plaque de la rue.

Elle porte le nom d'un commerçant et adjoint au maire du 10e arrondissement, Félix Evette.

## Historique
Cette voie, l'ancienne commune de La Villette, est ouverte en 1833 et classée dans la voirie parisienne par un décret du 23 mai 1863. 